# Кочубей (Ставропольский край)
Кочубе́й — хутор в Левокумском районе (муниципальном округе) Ставропольского края России.

## Варианты названия
- Качубей
- Кочубей (Шевцов)
- Шевцов[4]

## География
Расстояние до краевого центра: 254 км.
Расстояние до районного центра: 46 км.

## История
Основан в 1881 году. Первыми поселенцами были семьи Шевцовых, от них пошло и первоначальное название хутора.
До 16 марта 2020 года входил в состав сельского поселения Величаевский сельсовет.

## Население
| 1925 | 1989 | 2002 | 2010 | 2014 | 2022 |
| ---- | ---- | ---- | ---- | ---- | ---- |
| 112  | ↗402 | ↘364 | ↗452 | ↘400 | ↗471 |

По данным переписи 2002 года 76 % населения — даргинцы.
По данным переписи 2020 года в национальной структуре населения даргинцы составляли 98,85 %

## Инфраструктура
- Фельдшерско-акушерский пункт[13]